# Бара (дем Мустафчово)
Вижте пояснителната страница за други значения на Бара.
Бара (на гръцки: Στήριγμα, Стиригма) е село в Западна Тракия, Гърция в дем Мустафчово (Мики).

## История
Според Любомир Милетич към 1912 година Барата е помашко село в Даръдерската каза.